# ICE-Weltrekordfahrt am 1. Mai 1988

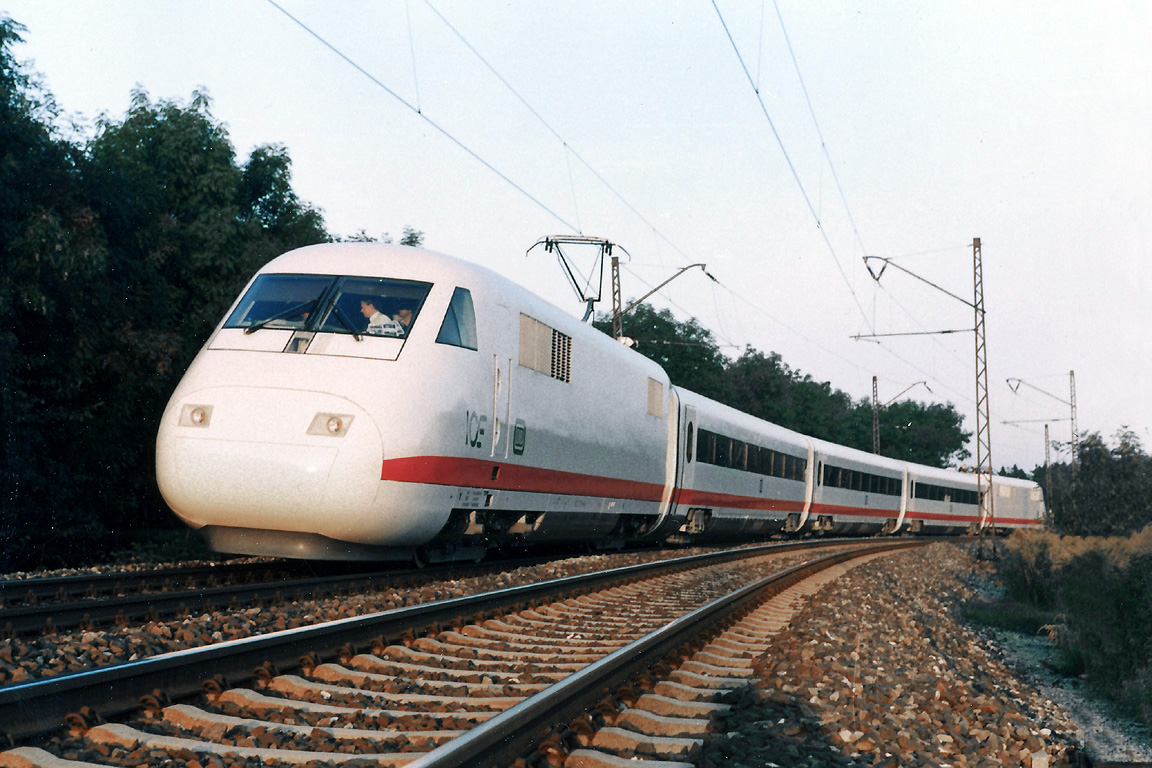
Der ICE-Vorläuferzug InterCityExperimental (Ende September 1985 in München)

Die ICE-Weltrekordfahrt am 1. Mai 1988 war eine Rekordfahrt des ICE-Vorläuferzuges InterCityExperimental auf der Schnellfahrstrecke Hannover–Würzburg. Auf einem speziell für die Rekordfahrt ausgelegten Streckenabschnitt erreichte der Zug eine Höchstgeschwindigkeit von 406,9 km/h und überbot damit den Geschwindigkeitsweltrekord für Rad-Schienen-Fahrzeuge, den ein TGV im Jahr 1981 mit 381 km/h aufgestellt hatte. Die Marke von 400 km/h wurde schon bei vorangegangenen Testfahrten überboten.
Dadurch verlor Frankreich zum ersten Mal seit 1955 das „Blaue Band der Schiene“. Mit modifizierten Lokomotiven waren bei Weltrekordfahrten der SNCF am 28./29. März 1955 331 km/h erreicht und durch einen TGV-Zug 1981 überboten worden. Der zwischenzeitliche Geschwindigkeitsrekord des ICE wurde wieder bei einer TGV-Fahrt am 5. Dezember 1989 mit 482,6 km/h überboten.
Auch der Shinkansen-Prototyp STAR 21 war später bei Versuchsfahrten mit 425 km/h schneller als der InterCityExperimental 1989, der 2000 als der drittschnellste Zug der Welt – im Vergleich der erreichten Höchstgeschwindigkeiten von Zuggattungen – ausgemustert wurde.

## Ablauf der Rekordfahrt

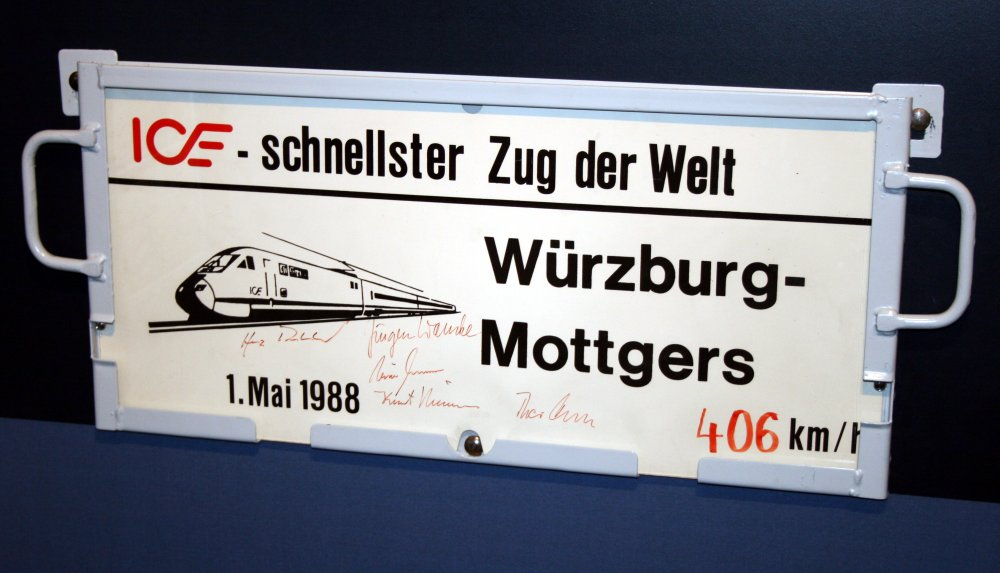
Zuglaufschild der Rekordfahrt

Der Zug fuhr am Sonntag, den 1. Mai 1988, um 11:00 Uhr unter Zugnummer 80100 (andere Quelle: 16980) am Gleis 1 des Würzburger Hauptbahnhofs Richtung Norden ab. Nachdem er den Weichenbereich des Bahnhofs verlassen hatte und bei Streckenkilometer 327 auf das für die Rekordfahrt vorgesehene Gleis der Neubaustrecke Würzburg – Fulda (Fahrtrichtung Süd–Nord) eingeschwenkt war, beschleunigte der ICE-V in einer ersten Stufe auf 280 km/h. Beim Eintritt in den Steinbergtunnel (Km 325,0) hatte der Zug dabei 120 km/h erreicht, im Roßbergtunnel (Km 322,6) 200 km/h, auf der Maintalbrücke Veitshöchheim (Km 321,3) 230 km/h. Im Hohe Wart-Tunnel (Streckenkilometer 308,6, rund 20 km von Würzburg Hbf entfernt) begann ein speziell für Fahrten über 350 km/h ausgelegter Schnellfahrabschnitt von 24,2 km Länge (bis Streckenkilometer 284,4).
Um 11:10 Uhr wurden 345 km/h erreicht, nach zehn Kilometern im Testabschnitt hatte der Zug dabei eine Geschwindigkeit von 370 km/h erreicht, wobei ein Gefälle zum Maintal die weitere Beschleunigung des Zuges unterstützte. In einem Bogen zwischen Km 300,9 und 299,5 waren bereits 365 km/h erreicht worden. Im Mühlbergtunnel, um 11:11 Uhr, wurde der TGV-Weltrekord (380 km/h) überboten. Im gleichen Tunnel, bei Streckenkilometer 292,6, überschritt der Zug erstmals die Marke von 400 km/h. Für 4,6 km hielt der Zug eine Geschwindigkeit von mindestens 400 km/h.

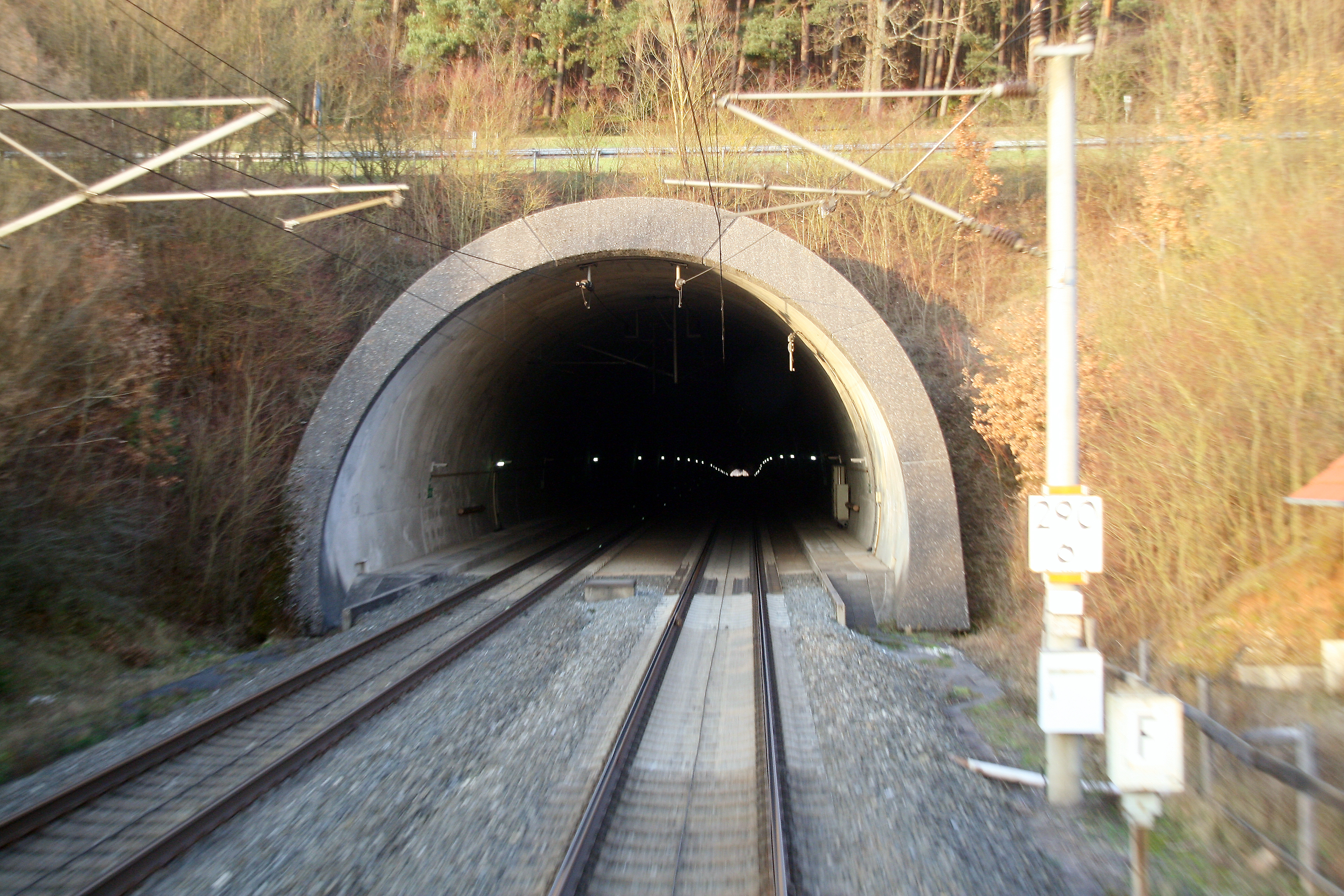
Südportal des Einmalbergtunnels. Die Sicherheitsbeleuchtung macht den zunächst steigenden, dann fallenden Verlauf erkennbar.

Auf der Maintalbrücke Gemünden war der Zug mit 405 km/h unterwegs, fiel aber im folgenden Einmalbergtunnel infolge einer leichten Steigung wieder unter die 400-km/h-Marke. Nach Passage des anschließenden Gefälles (acht Promille) erreichte der Zug nördlich des Tunnels, im Sinntal (Strecken-Kilometer 287,956), um 11:12:38 Uhr die Weltrekordgeschwindigkeit von 406,9 km/h. Während an Bord auf den Rekord angestoßen wurde, begann im Sinnbergtunnel die Bremsung des Zuges, um am Ende des Versuchsabschnitts 300 km/h nicht zu überschreiten. Um 11:22 Uhr kam er im Betriebsbahnhof Mottgers (Strecken-Kilometer 266) zum Stehen. Insgesamt war der Zug über sieben Kilometer mit einer Geschwindigkeit von über 400 km/h gefahren. Zwischen den Streckenkilometern 288,674 und 287,7 lag die Geschwindigkeit bei 406 bis 406,9 km/h. Die Restbeschleunigung bei der maximalen Geschwindigkeit von 406,9 km/h betrug, in einer Steigung von 1,47 Promille, 0,029 m/s², der berechnete Traktionskraftüberschuss 7,9 kN.
An Bord des Zuges waren etwa 80 Menschen, neben Ministern, dem Bundesbahn-Vorstand auch Pressevertreter. Zu den Gästen zählten Bundesverkehrsminister Jürgen Warnke, Bundesforschungsminister Heinz Riesenhuber und Reiner Maria Gohlke, der Vorstandsvorsitzende der damaligen Deutschen Bundesbahn. Tausende von Schaulustigen verfolgten an diesem Sonntag die Weltrekordfahrt entlang der Strecke. Die Fahrt sollte zunächst geheim gehalten werden, selbst die Bundesminister wurden erst zwei Tage vorher eingeladen.
An Bord waren drei Triebfahrzeugführer: Romano Henning, Jochen Bierbaum und Josef Fischer. Henning, der den Zug während der Rekordfahrt steuerte, wurde mit der Fahrt zum „schnellsten Lokführer der Welt“ und ist bis heute (Stand: 2005) der „schnellste Lokführer Deutschlands“.

## Topologie des Versuchsabschnitts
Die Schnellfahrten fanden im Streckenabschnitt zwischen Würzburg Hauptbahnhof (km 327) und dem Betriebsbahnhof Mottgers (km 266) statt. Für die Schnellfahrten wurde stets das Gleis Würzburg–Hannover genutzt. Der für Fahrten mit mehr als 300 km/h vorgesehene Schnellfahrabschnitt begann dabei nördlich des Hanfgartentunnels (km 308) und endete am Burgsinntunnel (km 282). Die Gradiente der Strecke stieg dabei nördlich des Hanfgartentunnels zunächst an und fiel zwischen dem Betriebsbahnhof Rohrbach (km 301) und dem Maintal auf einer Länge von rund 10 km mit 12,5 Promille Gefälle ab. Nach dem Einmalbergtunnel (km 289) stieg die Strecke kurz mit 12,5 Promille an und fiel anschließend mit 8 Promille ab. Der übrige Teil des Versuchsabschnitts, bis zum Betriebsbahnhof Burgsinn, verlief nahezu eben. Die kleinsten Bogenradien im Versuchsabschnitt lagen bei 5.300 m (zwischen km 306 und 304 sowie zwischen km 284,6 und km 283,1) bzw. 5.500 m (zwischen km 300,9 und 299,5). Die Überhöhung erreichte bis zu 85 mm. Im Versuchsabschnitt befanden sich 14 Weichen.

## Vorbereitung der Rekordfahrt

### Auswahl des Versuchsabschnitts
Für die Rekordfahrt waren mehrere Abschnitte der Schnellfahrstrecke Hannover–Würzburg erwogen worden. Da jedoch keiner günstigere Bedingungen als der ausgewählte Süd-Teilabschnitt aufwies, wählte die Bundesbahn diesen für die Rekordfahrt aus. Am 8. April 1988 entschied der Vorstand der Deutschen Bundesbahn, die Rekordfahrt vor der für den 29. Mai 1988 geplanten Inbetriebnahme des Südabschnitts durchzuführen.

### An der Strecke
Der Rekordfahrt gingen umfangreiche Vorbereitungen und Untersuchungen voraus. So wurde vor der Rekordfahrt das Gleisbett mittels Gleisbaumaschinen mehrfach verdichtet. Unmittelbar vor der Rekordfahrt wurden dabei zwei Schienenauszüge auf der Maintalbrücke gestopft und nachverdichtet sowie die Schienen in drei Streckenabschnitten nachgeschliffen, in denen die Gleise zuvor aufgrund von Schleuderstellen ausgetauscht worden waren. Alle Weichen im Schnellfahrabschnitt wurden zusätzlich mit Handverschlüssen festgelegt, Zungen und Herzstückspitzen mit weiteren Maßnahmen gesichert. An verschiedenen Stellen wurden Messeinrichtungen an den Gleisen angebracht, um die vom Fahrzeug ausgehenden Kräfte zu erfassen. An den Brücken und Tunneln der Strecke wurden keine besonderen Vorkehrungen getroffen. Oberbau und Weichen hatten darüber hinaus keine prinzipiellen Änderungen erfahren.
Die Oberleitung war zwischen dem 11. und 17. April 1988 im für Geschwindigkeiten über 280 km/h ertüchtigten Schnellfahrabschnitt (zwischen km 308 und 282) durch einen besonders überprüften, fehlerfreien Fahrdraht ausgetauscht worden. Die mechanische Spannung des Fahrdrahts war darüber hinaus von 15 auf 21 kN erhöht worden, um im hohen Geschwindigkeitsbereich einen einwandfreien Lauf des Stromabnehmers sicherzustellen. Dadurch wurde auch der Fahrdraht angehoben, sodass in Weichenbereichen die Oberleitung des abzweigenden Strangs vorübergehend abgebunden werden musste, um einen Anprall der Stromabnehmer zu verhindern. Nach Abschluss der Versuchsfahrten wurde der Fahrdraht zwischen dem 2. und 12. Mai 1988 erneuert und die Zugkraft zurückgenommen.
Ein im Gegengleis abgestellter Messzug prüfte an zehn Stellen im Bereich der Maintalbrücke die Auswirkungen der Vorbeifahrt auf den Fahrdraht. Ein weiterer Messzug wurde im folgenden Einmalbergtunnel platziert, der mit noch knapp 400 km/h durchfahren wurde. Entlang der Strecke waren 300 Messpunkte eingerichtet worden.
Im Bereich der Sicherungstechnik wurden Linienzugbeeinflussung und Punktförmige Zugbeeinflussung für Fahrten mit über 250 km/h ertüchtigt. Zwischen dem Triebfahrzeugführer, dem Fahrdienstleiter und dem Versuchsleiter im Messwagen wurde eine spezielle Kommunikationsverbindung über Zugbahnfunk hergestellt. Die Fahrten erfolgten im Verfahren „Grüne Welle“, das heißt alle Signale im befahrenen Streckenabschnitt waren bereits vor Abfahrt auf Fahrt (grün) gestellt worden.

### Am Fahrzeug

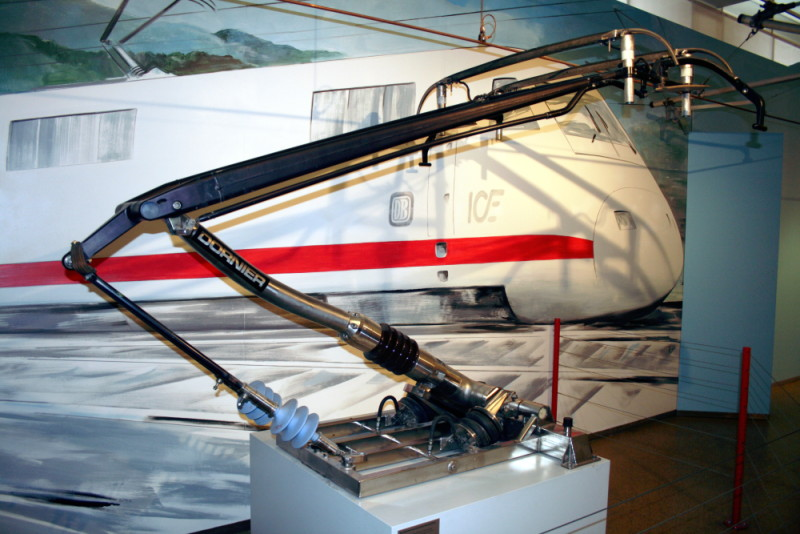
Stromabnehmer der Weltrekordfahrt, ausgestellt im Verkehrsmuseum Nürnberg

Der InterCityExperimental erhielt im Rahmen ohnehin fälliger Fristarbeiten sechs Messradsätze, mit denen unter anderem die Temperatur der Hohlwellen und Radsatzlager sowie die vertikalen und horizontalen Radkräfte in Triebkopf und Mittelwagen kontrolliert werden konnten. Der Stromabnehmer erhielt Messeinrichtungen zur Ermittlung der Anpresskraft und der Dehnung des Oberscherenholms. Darüber hinaus wurde die Beanspruchung der Rotoren in den Fahrmotoren durch die Zentripetalkraft überprüft, wobei eine hinreichende Leistungsreserve ermittelt wurde.

### Hochtastfahrten
Das Fahrzeug wurde am 22. April 1988 vom Bundesbahn-Zentralamt Minden nach Würzburg überführt. Am selben Tag fanden erste Hochtastfahrten mit zunächst 220, dann mit 300 km/h statt. Am 23. April wurde ein Mittelwagen aus dem Zugverband entfernt. Das nunmehr vierteilige Fahrzeug (zwei Triebköpfe, zwei Mittelwagen) wurde anschließend bis 28. April Hochtastfahrten mit bis zu 400 km/h unterworfen. Am 25. April wurde bis 350 km/h hochgetastet, am 26. April kam es aufgrund von Vorführfahrten zu einer Unterbrechung des Versuchsprogramms. Am 27. April erreichte der Zug bei mehreren Fahrten zwischen 300 und 370 km/h. Am 28. April wurden schließlich 387 km/h erreicht und der TGV-Rekord erstmals überboten. Am Nachmittag desselben Tags erreichte der Zug 401 km/h, am 29. April 404 km/h. Erstmals war damit ein Schienenfahrzeug schneller als 400 km/h gewesen. Am 30. April fanden keine Versuchsfahrten statt. Vor der Rekordfahrt fanden am 1. Mai nochmals zwei Hochtastfahrten mit 330 und 385 km/h statt. Bei letzterer Fahrt hatte der Triebkopf seine Leistung aufgrund einer zu hohen Fahrdrahtspannung (18.000 Volt) selbsttätig reduziert.
Vor den Hochtastfahrten des ICE-Vorläuferzuges hatte eine umgerüstete Lokomotive der Baureihe 103 den Versuchsabschnitt mit bis zu 285 km/h befahren.

## Bedeutung

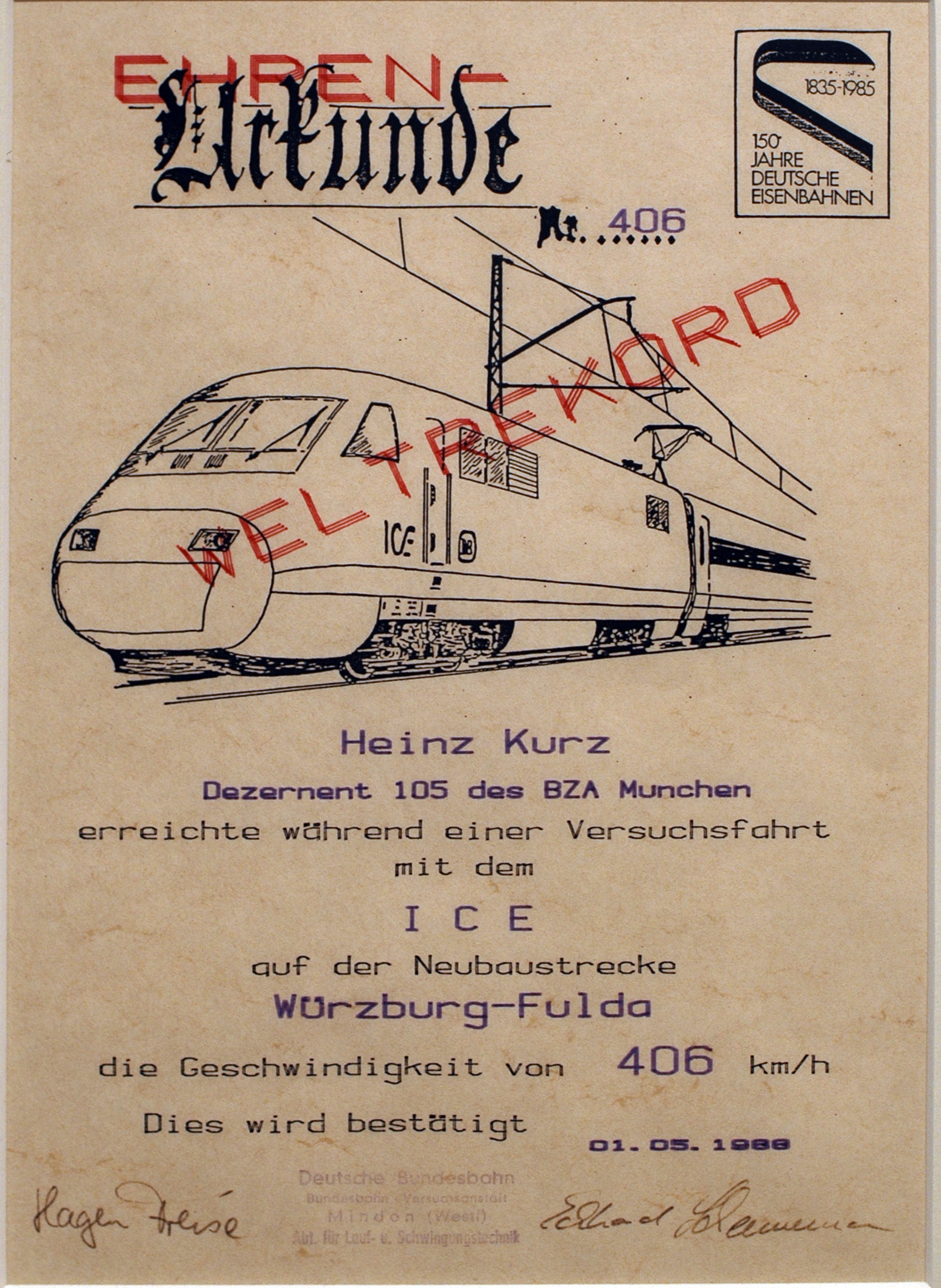
Urkunde über Teilnahme an der Rekordfahrt

Der DB-Vorstandsvorsitzende Gohlke kommentierte die Rekordfahrt mit den Worten: „Heute hat ein neues Zeitalter auf der Schiene begonnen“. Bundesverkehrsminister Warnke sprach von einem „eindrucksvollen Ergebnis deutscher Spitzentechnologie“. Forschungsminister Riesenhuber sprach von einem „Meilenstein in der Bahntechnik“.
Insgesamt sieben Mal hatte der InterCityExperimental den vorherigen französischen Weltrekord (380 km/h) überboten. Im Gegensatz zu der Rekordfahrt des TGV sei höheren Geschwindigkeiten nicht das System Oberleitung/Stromabnehmer entgegengestanden, sondern die topologischen Bedingungen der Strecke (Kurvenradien, Überhöhung). Über den reinen Prestigegewinn hinaus wird die mehrere Millionen DM teure Rekordfahrt als ein Beleg dafür gesehen, dass das Rad-Schiene-System über den (damals geplanten) Regelverkehr mit 250 km/h über deutliche Leistungs- und Sicherheitsreserven verfügt. Diese These stützt sich unter anderem auf die Einhaltung aller Grenzwerte während der Rekordfahrt und die Messung eines Gleismesszugs unmittelbar nach der Fahrt, die keine Veränderungen am Oberbau ergab. Das Bundesministerium für Forschung und Technologie hatte u. a. die Ertüchtigung der Oberleitung für die Rekordfahrt gefördert.
Die berechnete Höchstgeschwindigkeit des vierteiligen InterCityExperimental auf der Strecke (ohne Steigungen, unter Normatmosphäre) wird mit 395 km/h im Tunnel bzw. 426 km/h auf freier Strecke angegeben.

## Weitere Rekorde
Der InterCityExperimental blieb mit seinem Rekord knapp unter den 412,6 km/h, die die Magnetbahn Transrapid 06 zu Beginn desselben Jahres auf der Transrapid-Versuchsanlage Emsland erreicht hatte.
Bereits kurz nach der ICE-Rekordfahrt wurde bekannt, dass die SNCF auf der neuen LGV Atlantique versuchen würde, den neuen Rekord zu brechen. Am 12. Dezember 1988 wurde der Rekord von einer TGV-Süd-Ost-Garnitur mit 408,4 km/h zunächst inoffiziell überboten. Die erreichte Geschwindigkeit wurde zunächst geheim gehalten. Nochmals inoffiziell erhöht wurde der Rekord im Rahmen von Fahrten der TGV-Garnitur 325 auf der LGV Atlantique am 1. Dezember 1989 mit 442,6 km/h. Bei den beiden folgenden Fahrten wurde die Marke mit 463 und 473 km/h weiter erhöht. Am 5. Dezember gleichen Jahres wurde der Rekord, mit einer Geschwindigkeit von 482,6 km/h, schließlich offiziell überboten. Am 9. Mai 1990 überbot derselbe Triebzug mit 510,6 km/h ebenso seinen eigenen Rekord wie am 18. Mai 1990 mit 515,3 km/h. Am 3. April 2007 wurde im Rahmen der V150-Fahrt schließlich der heutige (2008) Weltrekord von 574,79 km/h erreicht.
Der nochmaligen Überbietung der TGV-Rekorde von 1989/1990 stand nach Angaben in der Literatur damals nicht die Leistungsfähigkeit des InterCityExperimental entgegen – die Leistungsreserven hätten auch eine Geschwindigkeit von 500 km/h erlaubt –, sondern nicht hinreichende Bogenhalbmesser. Die für 500 km/h notwendigen Bogenhalbmesser von wenigstens 7000 m waren auf den damaligen deutschen Neubaustrecken, deren Kurvenradien bis auf 5600 m herab reichten, nicht gegeben. Bei 400 km/h lag die Zugkraft des Weltrekordzuges noch bei 68 kN.
Am 28. Juni 2025 erreichte der ICE S auf der Schnellfahrstrecke Erfurt–Leipzig eine Geschwindigkeit von 405,0 km/h. Dafür seien keine Anpassungen an der Infrastruktur erforderlich gewesen.

## Dokumentationen
- Die Weltrekordfahrt des ICE, Reihe EJ-Videothek, VHS-Video, ca. 30 Minuten
- 406,9 – Dokumentation des Weltrekords (Reihe Die neue Bahn, Film 341), ca. 9 Minuten.